# 大理瑞香
大理瑞香（学名：Daphne feddei var. taliensis）为瑞香科瑞香属下的一个变种。

## 扩展阅读
- 維基物種上的相關：大理瑞香